# A Flag of Two Wars
Pour plus de détails, voir Fiche technique et Distribution.
A Flag of Two Wars est un film muet américain réalisé par Fred Huntley et sorti en 1913.

## Fiche technique
- Réalisation : Fred Huntley
- Date de sortie : 
  - États-Unis : 3 juin 1913

## Distribution
- Eugenie Besserer
- James Robert Chandler
- William Hutchinson
- Herbert Rawlinson
- William Scott